# Questions de droit
Questions de droit è un trattato giuridico.
Il manoscritto, datato intorno al 1746, è una raccolta molto ampia di dettagliati pareri su questioni giuridiche riguardanti il diritto di famiglia e delle successioni. La prima parte contiene 59 risposte a quesiti preceduti da un sommario sui 145 argomenti trattati nei due volumi.